# Wilhelm Guggenberger
Wilhelm Guggenberger (* 1966 in Innsbruck) ist ein österreichischer römisch-katholischer Theologe.

## Leben
Guggenberger studierte von 1984 bis 1991 römisch-katholische Theologie an der Universität Innsbruck. Seit 2006 ist Guggenberger außerordentlicher Professor für Christliche Gesellschaftslehre an der Katholisch-Theologischen Fakultät der Universität Innsbruck. Guggenberger ist verheiratet und hat zwei Kinder.

## Werke (Auswahl)
- Dramatische Ethik,  LIT-Verlag (= Beiträge zur mimetischen Theorie 24), (gemeinschaftlich mit Herwig Büchele), Münster-Hamburg-Berlin-Wien-London-Zürich 2008, ISBN 978-3-7000-0837-8
- Die List der Dinge. Sackgassen der Wirtschaftsethik in einer funktional differenzierten Gesellschaft. Mit einem Vorwort von Herwig Büchele, Münster-Hamburg-Berlin-Wien-London-Zürich 2007, LIT-Verlag (= Beiträge zur mimetischen Theorie 22), ISBN 978-3-8258-9937-0
- Niklas Luhmanns Systemtheorie. Eine Herausforderung der christlichen Gesellschaftslehre, Tyrolia (= Innsbrucker Theologische Studien 51), Innsbruck-Wien 1998,  ISBN 3-7022-2137-9
- Jesus nachfolgen. Auf der Suche nach christlichen Lebensformen. Vorträge der zehnten Innsbrucker Theologischen Sommertage 2009, (gemeinschaftlich mit Simone Paganini), Innsbruck 2010: innsbruck university press (IUP) (= theologische trends 19), ISBN 978-3-902719-56-0
- Im Wettstreit um das Gute. Annäherungen an den Islam aus der Sicht der mimetischen Theorie, (gemeinschaftlich mit Wolfgang Palaver),  Münster-Hamburg-Berlin-Wien-London-Zürich 2009, LIT-Verlag (= Beiträge zur mimetischen Theorie 25), ISBN 978-3-643-50038-0